# Samsung S5230
A Samsung S5230 mobiltelefont 2009 márciusában jelentette meg, majd 2009 májusában dobta piacra a gyártó. 2010 végére több mint 30 millió példány talált gazdára. A modell több fantázia nevet is magáénak tudhat, itthon "Star" (csillag) néven jelent meg, de külföldön Tocco Lite, Player One és Avila márkajelzésekkel is piacra került. 2011 márciusában még kapható a hazai szolgáltatóknál.

## Hardver

### Külső
Az előlapot a 3" méretű kijelző foglalja el, felette a gyártó neve és a finom rácsozatú hangszóró kapott helyet. A kijelző alatt a hívást fogadó/indító és a hívás elutasító/vége billentyű páros foglal helyet, köztük a menükben való visszalépésre szolgáló gomb van. A készülék bal oldalán a hangerőszabályzó gombok, alattuk a Samsung saját szabványos töltő/fejhallgató/adatkábel csatlakozója van. Jobb oldalt a képernyőt lezáró és feloldó, alatta a fényképezőgép indító és kioldó gombja. A modell több színben is elérhető, pl. fekete, ezüst, fehér, rózsaszín és fekete-arany. Egy különleges külsőt kapott széria is létezik, ami a "La Fleur" nevet kapta. Ez bordó színű és virágminták találhatók az elő- és hátlapon.

### Kijelző
A készülék egy 3" méretű, 240x400-as felbontású TFT-kijelzővel rendelkezik, ami 256 ezer szín megjelenítésére képes. Az érintőképernyő rezisztív technológiát használ, ami röviden annyit jelent, hogy egy kis erőhatás kell az érzékeléshez.

## Funkciók

### Telefonálás és üzenet küldés
- 10 óra beszélgetési idő
- fényképes telefonkönyv
- kihangosítás
- prediktív szövegbevitel
- fektetett módban qwerty billentyűzet

### Multimédia
- 3.15 megapixel felbontású fényképező, ami 2048x1536 felbontású állóképekre, illetve 320x240 felbontású videóra képes
- Mp3 lejátszó, ami ID3 információk alapján rendszerez, képes a háttérben is futni
- FM rádió, RDS funkcióval, képes a háttérben is futni